# Weltseele
Die Weltseele (altgriechisch ψυχή τοῦ παντός psychḗ tou pantós, lateinisch Anima mundi) ist ein religiöses und naturphilosophisches Konzept. Es beruht auf der Vorstellung einer Analogie zwischen der Gesamtheit des Kosmos und dem einzelnen Lebewesen, speziell dem Menschen. Das Universum als Makrokosmos soll analog zum Menschen, dem Mikrokosmos, strukturiert sein. Als Lebens- und Bewegungsprinzip wird für beide eine transzendente Seele angenommen. So wie man sich ein einzelnes Lebewesen als beseelt und von seiner Einzelseele belebt vorstellt, so wird der Kosmos als lebendiger, mit einer eigenen Seele ausgestatteter Organismus aufgefasst.

## Antike

### Platonismus
Der Begriff „Weltseele“ wurde von Platon geprägt. In seinem Dialog Timaios entwarf er eine Theorie der Beseelung der Welt. Er bezeichnete die Weltseele als selbstbewegt; in ihrer Eigenbewegung sah er ihr Hauptmerkmal. Als notwendig betrachtete er sie aus zwei Gründen. Erstens hielt er ein Prinzip, auf das Bewegung generell zurückgeführt werden kann, für erforderlich; in seinem Spätwerk Nomoi betonte er, die Weltseele sei die Ursache aller Bewegung in der Natur. Auf sie führte er die Bewegungen am Himmel ebenso wie diejenigen auf der Erde zurück. Zweitens benötigte er die Weltseele als das Prinzip, vermittels dessen er die im Kosmos waltende Vernunft mit der Weltmaterie verband.
Nach dem im Timaios erzählten Mythos hat der Demiurg, der Weltschöpfer, die Weltseele zusammen mit dem Kosmos erschaffen. Dies vollbrachte der Demiurg, indem er Unterschiedliches in einem komplexen, aus vier Schritten bestehenden Prozess in einem Mischkrug mischte. Aus unteilbarem und teilbarem Sein bildete er eine dritte Seinsform, aus unteilbarem und teilbarem Identischem eine dritte Form des Identischen, aus unteilbarem und teilbarem Verschiedenem eine dritte Form des Verschiedenen. Diese drei Mischungen verband er dann in einem vierten Schritt zur Weltseele. Dank dieser Mischung enthält die Weltseele Elemente von allem und wird dadurch in die Lage versetzt, alles wahrzunehmen und zu erkennen. Ihr steht die Herrschaft über den Weltkörper zu, so wie der Einzelseele des Individuums die Herrschaft über dessen Körper. Die Weltseele durchdringt und umgibt den Körper des Kosmos, seine Materie. Sie ist die vermittelnde Instanz zwischen der rein geistigen (spirituellen) Ideenwelt und dem physischen Weltkörper. Plato formuliert seinen Text auf der Basis eines mathematischen Konzeptes, welches er von dem der Schule des Pythagoras zugehörigen Gelehrten Philolaos übernahm. Diese pythagoreische Lehre galt als Geheimlehre, zu der nur Eingeweihte einen Zugang haben. Für diese war das von Plato angegebene Zahlenverhältnis 256:243 nachvollziehbar.
In den Nomoi prüfte Platon die hypothetische Möglichkeit, dass die Weltseele auch Schlechtes hervorbringen kann oder dass es zwei Weltseelen gibt, von denen die eine Gutes, die andere Schlechtes bewirkt. Da die Himmelsbewegungen geordnet und daher mathematisch beschreibbar sind, schloss er diese Möglichkeit aus, denn er war davon überzeugt, dass eine schlechte Weltseele nur Chaos erzeugen könnte. Daraus ergab sich für ihn, dass die Weltseele als Verwalterin des gesamten Kosmos die beste Seele sein müsse. Allerdings bedarf sie nach der platonischen Naturphilosophie zur geordneten Bewegung der Vernunft, des Nous. Der Nous, der im Timaios vom Demiurgen repräsentiert wird, lenkt als übergeordnete Instanz die Weltseele von außen. – Das Verhältnis der Weltseele zur Vernunft warf Fragen auf, die von Platon nicht abschließend geklärt wurden. Die in seinen Werken nicht gelösten Probleme des Weltseele-Konzepts wurden im späteren Platonismus erörtert, wobei die Platoniker zu unterschiedlichen Ergebnissen gelangten. Unter anderem ging es um die Frage, ob die Weltseele auch über eine eigene Vernunft verfügt oder sich nur dank fremder Lenkung vernunftgemäß verhält.
Im Mittelplatonismus wurde der Versuch unternommen, die Existenz des Übels auf einen Mangel der Weltseele zurückzuführen. Plutarch vertrat eine dualistische Position. Da in der sinnlich wahrnehmbaren Welt Gutes mit Schlechtem gemischt ist, nahm er zwei entgegengesetzte Prinzipien (archaí) und einander widerstreitende Kräfte (dynámeis) an. Eine der Kräfte führt in die richtige Richtung, die andere in die verkehrte. Die negative Kraft kann sich normalerweise nur im Bereich unterhalb der Mondsphäre, also insbesondere auf der Erde, auswirken; der jenseits der Mondbahn gelegene Himmelsbereich ist eigentlich frei von Schlechtigkeit, kann aber in bestimmten Perioden des Weltgeschehens von ihr infiziert werden. Plutarch identifizierte das negative Prinzip mit der Urseele („Seele an sich“, Seele im Urzustand, Weltseele). Diese sei von Natur aus unvernünftig, bewege sich ungeordnet und werde nur dank der Herrschaft der ordnenden Vernunft (der sie unablässig Widerstand entgegensetze) auf das Gute ausgerichtet. Plutarch betrachtete die Weltseele als unauflöslich mit der ihr zugehörigen, von ihr beseelten Weltmaterie verbunden. Einen ähnlichen Dualismus lehrte der Mittelplatoniker Numenios. Er betrachtete den guten Gott und die üble Materie als gleichermaßen ursprünglich und nahm eine schlechte Weltseele an, in der er den Ursprung des Übels sah. Die Auswirkungen des Schlechten, das der Weltseele und der von ihr beseelten Materie innewohne, seien im gesamten Kosmos spürbar.
Im Neuplatonismus hingegen wurde die Weltseele zu den vollkommenen Elementen der geistigen Welt gezählt. Sie galt als die unterste der drei hierarchisch geordneten „Naturen“ oder, wie man später zu sagen pflegte, Hypostasen, welche die geistige Welt ausmachen. Plotin, der Begründer der neuplatonischen Tradition, meinte, die Weltseele unterscheide sich von den Einzelseelen dadurch, dass sie ständig auf den Geist (Nous) ausgerichtet und immer mit ihrem Körper verbunden sei, während die Ausrichtung und der Körperbezug der Einzelseelen Veränderungen unterworfen seien. Indem sie den Kosmos beseele, verleihe sie ihm göttliche Qualität. Das Interesse der antiken Neuplatoniker richtete sich hauptsächlich auf die Einzelseele und deren Schicksal; die Weltseele erörterten sie fast nur im Rahmen der Timaios-Kommentierung.

### Nichtplatonische Traditionen
Aristoteles lehnte das platonische Konzept der Weltseele ab und verwarf insbesondere die Vorstellung, dass sie nicht nur bewege, sondern auch selbst in ständiger Bewegung sei.
Von dem platonischen Konzept abgeleitet, aber stark abgeändert war die Auffassung der Stoiker von der Beseelung der Welt. Sie nahmen ein aktives, den ganzen Kosmos durchdringendes feuriges Prinzip, das Pneuma, an. Damit verbanden sie die Vorstellung, die Welt sei ein beseeltes, unsterbliches, göttliches Lebewesen, dem sie Sinne und Vernunft zuschrieben. Die Einzelseelen betrachteten sie als Teile der Weltseele. Für die Stoiker war die Weltseele jedoch nicht wie im Platonismus eine eigenständig existierende geistige Substanz mit einem bestimmten Rang und einer besonderen Aufgabe in der hierarchischen Weltordnung, sondern nur ein bestimmter Aspekt einer einheitlichen, körperlich gedachten Welt. Diese materialistische, „physikalische“ Sichtweise konkurrierte mit der spirituellen der Platoniker.

### Judentum und Christentum
Dem Judentum und daher auch dem antiken Christentum war die Vorstellung einer Weltseele ursprünglich völlig fremd. Daher wollte auch der stark vom Platonismus beeinflusste jüdische Denker Philon von Alexandria sie nur als Metapher gelten lassen. Auch bei den verschiedenen Strömungen des Gnostizismus fand das Konzept keinen Anklang; nur der besonders synkretistisch orientierte Manichäismus nahm es auf. Die Manichäer betrachteten die Weltseele jedoch nicht wie die Platoniker und die Stoiker als von Natur aus dem Weltkörper zugeordnet, sondern hielten ihren Aufenthalt in der materiellen Welt für das Ergebnis einer Katastrophe, das ebenso wie bei den Einzelseelen durch Erlösung rückgängig zu machen sei.
Unter den antiken Kirchenvätern fällt Augustinus, der sich vor seiner Bekehrung zeitweilig erst zum Manichäismus, dann zum Neuplatonismus bekannt hatte, durch sein positives Verhältnis zum Gedanken einer Beseeltheit der Welt auf. Er hält ihn für eine kühne Hypothese, die weder mit Vernunftgründen beweisbar noch aus der Bibel abzuleiten sei, aber möglicherweise zutreffe. Noch im 6. Jahrhundert bekennt sich Boethius in seiner Consolatio philosophiae ausdrücklich zur Idee der „alles bewegenden Seele“ der Welt.

## Mittelalter
Im Mittelalter war die platonische Vorstellung einer Beseeltheit des Kosmos aus einigen damals sehr beliebten antiken Werken bekannt. Dazu gehörten neben der Consolatio philosophiae des Boethius der Timaios-Kommentar des Calcidius, der Kommentar des Macrobius zum Somnium Scipionis Ciceros und Vergils Aeneis. Im 9. Jahrhundert bekannte sich der neuplatonisch orientierte christliche Philosoph Johannes Scottus Eriugena zur Idee der Belebtheit der ganzen Welt.
Im 11. Jahrhundert übernahm der in Spanien lebende jüdische Philosoph Solomon ibn Gabirol (Avencebrol, Avicebron) im Rahmen seiner Rezeption des Neuplatonismus auch die Vorstellung einer Weltseele.
Im 12. Jahrhundert wurde das Weltseele-Thema erneut aufgegriffen. Der Platoniker Wilhelm von Conches, der den Timaios kommentierte, nannte die Weltseele eine belebende „natürliche Kraft“ und schrieb, sie sei zugleich mit der Welt geschaffen worden. Er brachte sie – eine schon in der Antike auftauchende Überlegung erneuernd – vorsichtig mit dem Heiligen Geist in Zusammenhang. Allerdings identifizierte er sie nicht ontologisch mit dem Heiligen Geist (was wegen dessen Ungeschaffenheit theologisch problematisch wäre), sondern ließ die Frage ihres Verhältnisses zur dritten Person der Dreifaltigkeit ausdrücklich offen. Petrus Abaelardus betonte, die platonische Lehre von der Weltseele sei nicht konkret, sondern nur gleichnishaft gemeint gewesen; anderenfalls wäre sie nach seiner Ansicht eine Dummheit. Dennoch unterstellten ihm seine Gegner, er habe der Weltseele eine reale Existenz zugeschrieben und sie mit dem Heiligen Geist identifiziert; diese angebliche Behauptung Abaelards wurde 1140 kirchlich verurteilt. Die einflussreichen Theologen Bernhard von Clairvaux und Wilhelm von Saint-Thierry bekämpften die Gleichsetzung der Weltseele mit dem Heiligen Geist nachdrücklich.

## Frühe Neuzeit
Am Übergang vom Spätmittelalter zur Frühen Neuzeit steht der Philosoph und Theologe Nikolaus von Kues (1401–1464). In seinem Werk De docta ignorantia setzt er sich mit der platonischen Auffassung von der Weltseele auseinander. Er betrachtet die Weltseele als „universale Form“, die den Dingen innewohne, aber nicht eigenständig außerhalb von ihnen existiere. Er setzt sie nicht mit dem Heiligen Geist gleich, sondern hält sie für dessen „Ausfaltung“. Sein jüngerer Zeitgenosse Marsilio Ficino teilt die platonische Überzeugung von der Beseeltheit der gesamten Welt, ebenso wie auch Giovanni Pico della Mirandola, doch halten sich diese Denker von einer pantheistischen Deutung dieses Konzepts fern. Zu den Anhängern der Weltseele-Idee zählen ferner Agrippa von Nettesheim (1486–1535), Gerolamo Cardano (1501–1576), für den die Weltseele sich in der Wärme manifestiert, und Francesco Patrizi da Cherso (1529–1597).
Giordano Bruno ist ebenfalls der Meinung, dass man in allen Dingen Seele und Leben antreffe und dass die Seele als Form aller Dinge überall die Materie ordne und beherrsche. Er betont stärker als seine Vorgänger den Aspekt der Immanenz Gottes in der Welt. Der Weltseele, die er als die allgemeine Form des Weltalls bezeichnet, schreibt er eine „universale Vernunft“ (intelletto universale) zu, welche er mit der Wirkursache des Weltalls gleichsetzt. Er meint, die Weltseele sei überall, doch sei ihre Allgegenwart in einem geistigen Sinne zu verstehen, nicht körperlich oder der Ausdehnung nach. Bruno rezipiert die neuplatonische Tradition nur teilweise, fasst aber in deren Sinn die Weltseele als eine vermittelnde Instanz auf.
Im 17. Jahrhundert wird im Zuge der sich verstärkenden „Mechanisierung des Weltbilds“ die herkömmliche panpsychistische Naturauffassung der „Naturalisten“ (Naturphilosophen) von prominenten Denkern und Wissenschaftlern entweder radikal verworfen oder ignoriert. Mit der Vorstellung einer Belebtheit der gesamten Welt wird auch die Idee einer Weltseele zurückgewiesen. So betrachtet Marin Mersenne die Weltseele als reines Phantasiegebilde. Schon 1611/12 beklagt der Dichter John Donne in seinem Gedicht An Anatomy of the World den „Tod“ der Weltseele. Anklang findet das Weltseele-Motiv weiterhin in der antiaristotelischen Naturphilosophie, insbesondere bei Robert Fludd.
Künstlerisch wird die Weltseele als nackte Göttin dargestellt, deren Kopf von einem Sternenkranz umgeben ist. Auf einem Holzstich aus dem 17. Jahrhundert sieht man sie auf einer Weltkugel, mit einem Fuß im Wasser (Meer) und einem Fuß auf der Erde stehend. Die rechte Brust ist mit einem Stern, die linke mit einer Sonne verziert, das Schamdreieck mit einem Mond. Darstellungen der Weltseele finden sich vor allem in alchemistischen Büchern und Grimoires.
Im Zeitalter der Aufklärung wird die Weltseele meist als Phantasievorstellung betrachtet. Hermann Samuel Reimarus bezeichnet sie als eine aus Unwissenheit resultierende Erfindung, die nichts erklären könne. Ein Verteidiger des Weltseele-Konzepts ist jedoch Salomon Maimon († 1800). Er hält die Weltseele für eine von Gott erschaffene Substanz und deutet sie metaphysisch als endliche Universalform. Dieses Verständnis der Weltseele ist nach seiner Ansicht mit dem naturwissenschaftlichen Kenntnisstand seiner Zeit kompatibel.
Immanuel Kant bestimmt 1790 den Hylozoismus als die physische Variante des Realismus der Zweckmäßigkeit der Natur. Dieser Realismus gründe „die Zwecke in der Natur auf dem Analogon eines nach Absicht handelnden Vermögens, dem Leben der Materie (in ihr, oder auch durch ein belebendes inneres Princip, eine Weltseele)“. Demnach ist die Weltseele für Kant ein physisches, innerweltliches Prinzip der Erklärung der Zweckmäßigkeit der Natur durch ein an sich Seiendes, im Gegensatz zur Annahme eines mit Absicht hervorbringenden göttlichen Wesens gemäß der „hyperphysischen“ Erklärung, die der Theismus bietet. Die Theorie der Weltseele beschreibt das Verhältnis von Welt und Gott als Gemeinschaft (commercium) nach dem Muster der Gemeinschaft von Leib und Seele. Im Opus postumum bestimmt Kant den organischen Naturkörper als Maschine, das heißt als einen seiner Form nach absichtlich gebildeten Körper. Nach seiner Überlegung kann aber „eine Absicht zu haben nimmermehr ein Vermögen der Materie seyn“. Somit kann ein solcher Körper „seine Organisation nicht blos von den bewegenden Kräften der Materie herhaben“. Also muss ein „einfaches, mithin immaterielles, ob als Theil der Sinnenwelt, oder ein von ihr unterschiedenes Wesen als Beweger außer diesem Körper oder in ihm angenommen werden“. Kant hält es für unmöglich zu entscheiden, ob dieses Wesen „gleichsam als Weltseele“ Verstand besitzt oder nur ein den Wirkungen nach „dem Verstande analogisches Vermögen“. In einer Reflexion zur Anthropologie erwägt Kant die Möglichkeit, das Gemeinsame der geistigen Fähigkeiten des Menschen auf Teilhabe an einer solchen übergreifenden Instanz zurückzuführen. Die „Einheit der Weltseele“ könne die Erklärung sein. Dabei geht Kant von der Überlegung aus, dass der menschliche Geist „aufs allgemeine geht“ und somit „aus dem allgemeinen Geist geschöpft“ ist.

## Moderne
Schelling griff den Begriff „Weltseele“ auf und machte ihn sogar zum Thema seiner Schrift Von der Weltseele (1798). Allerdings verstand er ihn nur als Metapher für ein organisierendes Prinzip, das nach seiner Auffassung die organische und die anorganische Natur kontinuierlich verbindet und die ganze Natur zu einem allgemeinen Organismus verknüpft. Den antiken Philosophen schrieb er eine Ahnung von diesem Prinzip zu, die sie dazu veranlasst habe, an eine Weltseele zu denken. Goethe, der Schelling schätzte und dessen Schrift über die Weltseele kannte, benannte sein 1803 erstmals gedrucktes Gedicht Weltschöpfung unter dem Einfluss seiner Schelling-Lektüre in Weltseele um. Auch in seinem 1821 entstandenen Gedicht Eins und Alles nahm Goethe auf die Weltseele Bezug: Weltseele, komm, uns zu durchdringen! Dabei ging es ihm um die Erfahrung der Einheit und Lebendigkeit der Natur.
In der Literatur der Romantik, in der „Seele“ zu den Schlüsselbegriffen gehört, kommt der Ausdruck „Weltseele“ öfters vor, besonders bei Novalis. Friedrich Schlegel schrieb 1800 ein Gedicht Die Weltseele. Hier liegt ein dichterischer Sprachgebrauch vor, mit dem kein Anspruch auf philosophische Eindeutigkeit verbunden ist.

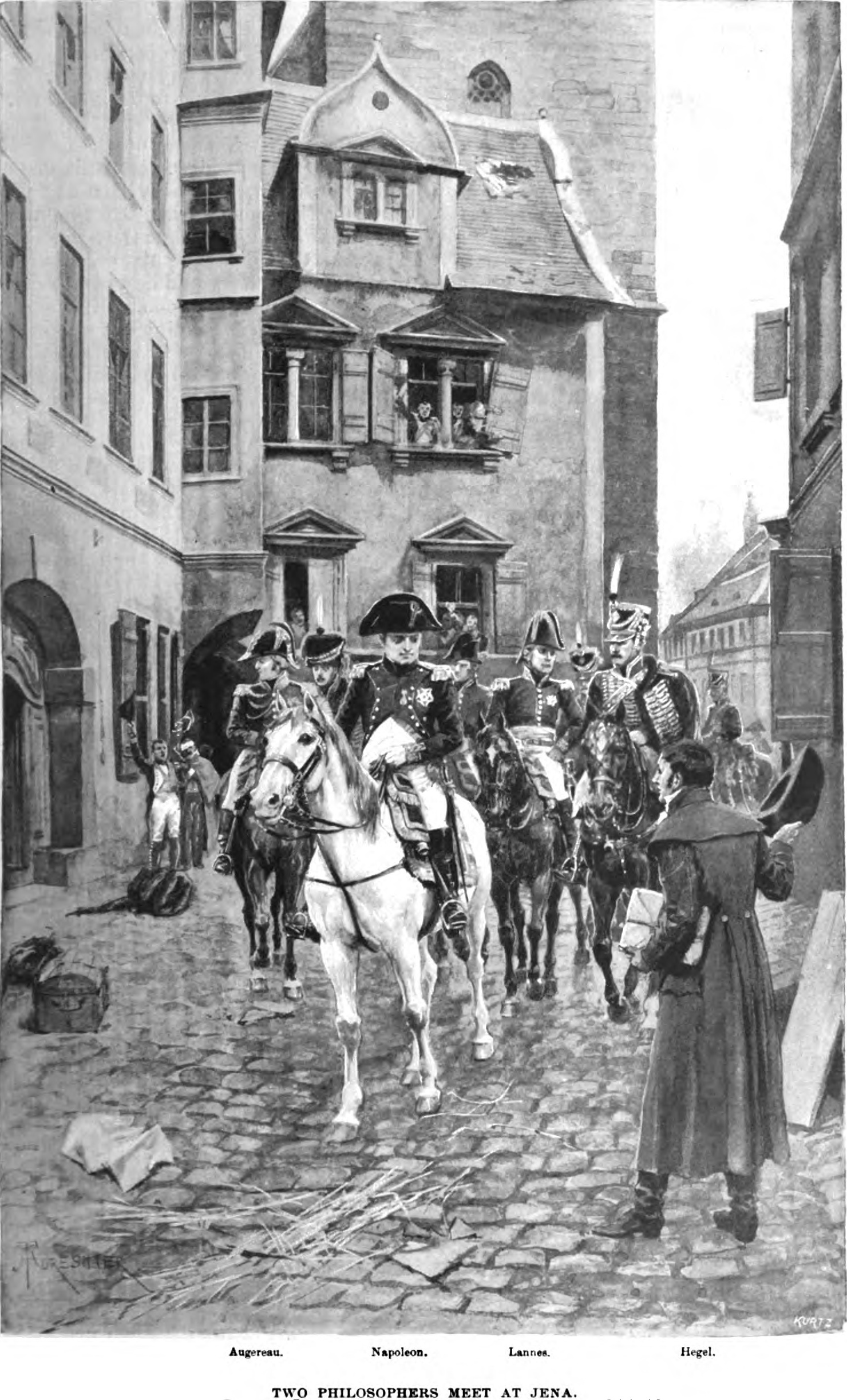
Hegel (rechts) und Napoleon in Jena 1806. Illustration aus Harper’s Magazine, 1895

Hegel verwendete den Begriff „Weltseele“ selten. In einem Brief an Friedrich Immanuel Niethammer vom 13. Oktober 1806, in dem er von der Besetzung Jenas durch die Truppen Napoleons berichtete, schrieb er: „[…] den Kaiser – diese Weltseele – sah ich durch die Stadt zum Rekognoszieren hinausreiten; – es ist in der Tat eine wunderbare Empfindung, ein solches Individuum zu sehen, das hier auf einen Punkt konzentriert, auf einem Pferde sitzend, über die Welt übergreift und sie beherrscht.“
In seiner Encyclopädie der philosophischen Wissenschaften im Grundrisse stellte er fest, die „allgemeine Seele“ müsse nicht als Weltseele gleichsam als ein Subject fixirt werden, denn sie sei nur die allgemeine Substanz, welche ihre wirkliche Wahrheit nur als Einzelnheit, Subjectivität, hat.
Der amerikanische Schriftsteller Ralph Waldo Emerson (1803–1882) verwendete den Begriff „Überseele“; er beschrieb die All-Seele als Lebensprinzip der Natur und als Einheit, in der das Einzeldasein jedes Menschen enthalten und mit allen anderen vereint sei. Ein weiterer Befürworter der Idee der Beseeltheit des Kosmos war der Naturphilosoph Gustav Theodor Fechner (1801–1887), ein Außenseiter im damaligen Wissenschaftsbetrieb.
Der von Schelling beeinflusste russische Religionsphilosoph Wladimir Sergejewitsch Solowjew (1853–1900) knüpfte an gnostische Vorstellungen an, indem er einen Absturz der Weltseele annahm; sie sei aus dem Mittelpunkt der All-Einheit des göttlichen Daseins heraus in die Peripherie der geschöpflichen Vielheit gefallen. Damit habe sie sich ihrem eigenen Wesen entfremdet und die gesamte Schöpfung in die Unordnung hinabgezogen. Aus dem dadurch hervorgerufenen Chaos sei das Böse entstanden, dessen Frucht das Leid sei.
Der irische Dichter William Butler Yeats (1865–1939) stellte sich die Weltseele als ein kollektives Reservoir von mentalen Inhalten der Menschheitsgeschichte vor, zu dem die einzelnen Menschenseelen Zugang hätten. In diese Richtung zielt auch die Interpretation von Carl Gustav Jung, der das Weltseele-Konzept auf das den einzelnen Seelen gemeinsame „kollektive Unbewusste“ bezog.
„Anima Mundi“ ist der Titel eines 1992 entstandenen Tierfilmes von Godfrey Reggio.